# Докукіно (Воскресенський район)
Докукіно (рос. Докукино) — село в Воскресенському районі Нижньогородської області Російської Федерації.
Населення становить 262 особи. Входить до складу муніципального утворення Богородська сільрада.

## Історія
Від 2009 року входить до складу муніципального утворення Богородська сільрада.

## Населення
| 1999 | 2002 | 2010 |
| ---- | ---- | ---- |
| 338  | ↘335 | ↘262 |